# Zeeland (Gueldre)
Pour les articles homonymes, voir Zeeland.
Zeeland est une localité des Pays-Bas rattachée à la commune de Berg en Dal, dans la province de Gueldre.